# Mena, Arkansas
Mena là một thành phố thuộc quận Polk, tiểu bang Arkansas, Hoa Kỳ. Năm 2010, dân số của thành phố này là 5737 người.

## Dân số
- Dân số năm 2000: 5637 người.
- Dân số năm 2010: 5737 người.